# Erika Moulet
Pour les articles homonymes, voir Moulet.
Erika Moulet est une journaliste et animatrice française, née le 23 janvier 1982 à Verdun. Après une carrière dans le journalisme télévisé, elle s’est tournée vers l'animation de divertissements.

## Biographie

### Formation et débuts dans le journalisme (1998-2004)
Après une première année de journalisme à l’Institut supérieur de la communication, de la presse et de l'audiovisuel (ISCPA), elle intègre l’École supérieure de journalisme de Paris puis l’Institut international de la communication de Paris (IICP) pendant deux ans. Elle a aussi fait des études de philosophie à la Sorbonne[Lesquelles ?]. 
Elle présente TFJ News sur TFJ de 1998 à 2004. Elle travaille successivement à Infosport, France-Soir et enfin Europe 1 avec Jean-Marc Morandini.

### Présentatrice dans le groupe TF1 (2007-2014)
Pendant un stage comme assistante de Harry Roselmack sur LCI, elle est repérée par la direction. La chaîne l’installe alors comme présentatrice en avril 2007. À partir de juin 2008, elle présente Top Story, la première émission d’information sur TV Breizh.
Elle a présenté le 2 janvier 2010 un magazine de témoignages, Le Jour qui a changé ma vie sur TF1. Les audiences n'ont pas été bonnes.
À partir de septembre 2009, Erika accompagne Christophe Beaugrand pour présenter le nouveau talk-show de la chaîne LCI, L’after news, dans lequel elle pose son regard sur l'actualité de la semaine et questionne une personnalité du monde de la culture ou du spectacle. L'émission ne sera pas reconduite en septembre 2010. Néanmoins, son billet d'humeur est maintenu mais sur LCI Radio.
Elle présente les journaux de LCI d'avril 2007 à avril 2014.

### Animatrice sur NRJ 12 et chroniqueuse sur D8 (2014-2016)
En 2014 et 2015, elle coprésente avec Manu Levy sur NRJ 12 Les People passent le bac, devenue Les People retournent à l’école, dont les audiences allaient de 3,3 % de parts de marché pour l'émission 1 de la saison 1 à 0,7 % de parts de marché pour la dernière émission de la saison 2.
Elle présente le divertissement Unique au monde ! à compter 1er février 2015 sur NRJ 12. Cependant, l'émission est supprimée après six numéros en raison des faibles audiences.
En septembre 2015, elle rejoint la bande de chroniqueurs dans l'émission télévisée Touche pas à mon poste ! diffusée sur D8. Elle quitte l'émission à la fin de la saison 2015-2016. Son départ serait dû à ses mauvaises relations avec certains membres de l'équipe.
Elle présente par ailleurs une soirée spéciale Journée internationale des femmes de La Grosse Grosse Émission sur Comédie +. Initialement choisie pour présenter le jeu Time's Up! Le Show sur la chaîne jeunesse Télétoon +, elle est finalement remplacée par Issa Doumbia.

### Passage au groupe M6 (depuis 2016)
En novembre 2016, W9 annonce son arrivée sur la chaine pour présenter plusieurs divertissements[réf. nécessaire].
Le 22 novembre, elle co-anime avec Éric Naulleau l'émission Bertrand Chameroy retourne la télé diffusée en première partie de soirée sur W9. Cette émission rassemble 224 000 téléspectateurs.
Elle présente avec Jérôme Anthony les W9 d'or sur W9 le 14 décembre 2016. Cette émission rassemble 601 000 téléspectateurs. Elle présente le jeudi 16 février 2017 l'émission Prix Talents W9 en seconde partie de soirée.
Elle présente, à la rentrée 2017, l'after Nouvelle Star, ça continue... en deuxième partie de soirée sur M6, à l'occasion du retour du télé-crochet sur la chaîne.
Elle participe à Un dîner presque parfait sur W9 en décembre 2017.
Elle anime, depuis le 1er septembre 2018, L'Hebdo de la musique tous les mercredis et samedis matin sur W9.

### Participations àFort Boyard
[pertinence contestée]
En juillet 2015, elle participe pour la première fois au jeu Fort Boyard sur France 2, dans l'équipe de Christophe Dominici, Nathalie Marquay, Denis Maréchal, Marc Emmanuel et Martin Bazin. S'ensuivent six autres participations : 
- En 2017, avec Frédéric Lopez, Sylvie Tellier, Bruno Guillon, Frédéric Chau et Michaël Jeremiasz.
- En 2019, au côté de Philippe Etchebest, Héloïse Martin, Carla Ginola, Tibo Inshape et Alex Goude.
- En 2021, dans l'équipe de Laëtitia Milot, Jean-Baptiste Marteau, Vaimalama Chaves, Lou et Richard Orlinski.
- En 2022, avec Philippe Etchebest, Terence Telle, Elsa Esnoult, Ciryl Gane et Aldebert.
- En 2023, au côté de Keen'V, Jean-Baptiste Marteau, Jimmy Mohamed[18], Élodie Gossuin et Adeline Toniutti.
- En 2024, avec Jo-Wilfried Tsonga, Julien Lieb, Roman Doduik, Laurent Maistret et Manon Theodet[19].

### Vie privée
De son union avec le musicien Bachar Khalifé, elle a trois enfants : Kéandre, né le 8 mai 2010, Ernest, né en octobre 2011 et Nirvāna, née en mars 2018.

## Activités audiovisuelles

### Radio
- 2014-2015 : Les Pieds dans le plat sur Europe 1 : chroniqueuse
- 2025 : Le Double Espresso RTL2 sur RTL2 : animatrice (remplaçante) avec Grégory Ascher
- 2025 : En concert très très privé[20] sur RTL2

### Télévision

#### Présentatrice et chroniqueuse
- 1998-2004 : TFJ News sur TFJ : présentatrice
- 2004-2005 : journaliste sur Infosport
- 2007-2014 : présentation des journaux sur LCI
- 2008 : Top Story sur TV Breizh
- 2009-2010 : L'After News sur LCI, avec Christophe Beaugrand
- 2010 : Le jour qui a changé ma vie sur TF1
- 2014-2015 : Les People passent le bac sur NRJ 12, avec Manu Levy
- 2015 : Unique au monde ! sur NRJ 12
- 2015-2016 : Touche pas à mon poste ! sur D8 : chroniqueuse
- 2016 : La Grosse Émission sur Comédie +
- 2016 : Bertrand Chameroy retourne la télé sur W9 : coprésentatrice avec Éric Naulleau
- 2016-2017 : W9 d'or sur W9, avec Jérôme Anthony puis Bob Sinclar
- 2017 : Prix Talents W9 sur W9
- 2017 : Nouvelle Star, ça continue sur M6 : animatrice
- Depuis 2018 : L'Hebdo de la musique sur W9
- Depuis 2018 : Le Hit W9 sur W9
- 2018 : M6 Music 20 ans, le concert anniversaire sur W9 avec Jérôme Anthony
- 2018 : Les duos inattendus : 2 générations pour une chanson sur W9
- 2019 : Red Bull Jour d'Envol sur W9
- 2019 : La grande soirée de Soprano, le concert pour la tolérance sur  W9 avec Jérome Anthony
- 2021 : RTL2 Pop Rock Arena sur W9 avec Grégory Ascher
- 2021 : La Grande soirée des duos sur W9 avec Jérome Anthony
- 2021-2022 : Tente ta chance sur M6
- 2021 : Toutes les femmes de nos vies sur W9
- 2022 : 100% Pronos sur W9
- 2022 : Tous ensemble à Agadir sur W9 avec Jérome Anthony
- Depuis 2023 : 100 % poker sur W9
- Depuis 2024 : On refait la mode sur M6
- 2025 : Le Double Espresso RTL2 sur W9 : animatrice (remplaçante) avec Grégory Ascher

#### Participante / candidate
- 2015, 2017, 2019, 2021, 2022, 2023, 2024 : Fort Boyard sur France 2
- 2016 : Still Standing : Qui passera à la trappe ? sur D8
- 2017 : Vendredi tout est permis avec Arthur sur TF1
- 2018 : Un dîner presque parfait sur W9
- 2019 : Le Grand Concours des animateurs sur TF1
- 2020 : Boyard Land sur France 2
- 2022 : Saison 5 du Meilleur Pâtissier, spécial célébrités sur Gulli

### Filmographie
- 2005 : Les clés de la séduction, téléfilm de Jean-Pierre Dudek : la présentatrice
- 2009 : Les Toqués
  - Saison 1, épisode 1 (pilote) : la présentatrice du journal
  - Saison 1, épisode 2 La ruée vers l'or : Erika
- 2013 : Profilage
  - Saison 4, épisode 4 Silence radio : la journaliste en plateau
  - Saison 4, épisode 11 : Dans la lumière : la journaliste
- 2014 : Falco - Saison 2 épisode 3 : Au clair de la lune : la présentatrice